# Hikawa
Hikawa (jap. 氷川町 Hikawa-chō) – miasto w Japonii, na wyspie Kiusiu, w prefekturze Kumamoto. Według danych na rok 2020 miejscowość zamieszkiwało 11 094 mieszkańców , a gęstość zaludnienia wyniosła 332,6 os./km².